# Xylota atroparva
Xylota atroparva är en tvåvingeart som beskrevs av Heikki Hippa 1974. Xylota atroparva ingår i släktet vedblomflugor, och familjen blomflugor.
Artens utbredningsområde är Sri Lanka. Inga underarter finns listade i Catalogue of Life.